# 放射性廃棄物処理設備
放射性廃棄物処理設備（ほうしゃせいはいきぶつ しょりせつび、英語：Radioactive Waste Management Facility）とは、主に原子力発電所の運転に伴って発生する比較的低い放射能レベルの放射性廃棄物を安全に処理・貯蔵するための設備である。
本設備は原子力発電所内に設けられる補助的な設備の1つであり、気体、液体、固体の形で日常的に発生する放射性を持った多様な物質をそれぞれの危険度と性状に応じて分別し、安全なものは環境中に排出し、危険なものは以後の保管に適した形に固定化して一時的に保管するための設備である。化学工場における廃液処理などとは異なり、放射性物質の放射能は核種固有のものであるため中和や高温焼却によっても減じることはできず、本設備で行うのは放射性という点での有害無害の分別と有害放射性物質の体積をできるだけ縮減することである。
本項目では原子力発電所の放射性廃棄物処理設備について記述する。

## 原則
気体・液体・固体の各廃棄物処理系は発電運転に伴って発生する廃ガスを安全に分別し、発電所周辺の公衆環境が受ける被曝線量が「発電用軽水型原子炉施設周辺の線量目標値に関する指針」で規定される値を上回らないように維持する。

## 気体
気体廃棄物処理系は分別によって使用可能なガスは出来るだけ再使用する。使用できない気体は活性炭などに吸着させることで放射能を減衰させ、放射線量やガス濃度を測定して安全レベルが確認されたガスのみを環境に排出する。
気体廃棄物処理系は加圧水型原子炉（PWR、Pressurized Water Reactor）のプラントでは窒素ガス系と水素ガス系の2つに分かれ、沸騰水型原子炉（BWR、Boiling Water Reactor）のプラントではタービン復水器由来のガス、タービングランドシール部由来のガス、原子炉起動時に運転される真空ポンプ由来のガスの3つに分かれる。
PWR
窒素ガス処理系は、各タンクの上部を充填されている窒素によるカバーガスが水位上昇などで排出されたベントガスや、各機器から出るベントガスを処理するものである。これらはすべてガス集合管によって集められ、ガス圧縮装置によってガスサージタンクへ加圧圧縮される。1次冷却材貯蔵タンクのカバーガスとして再使用される他に、余分なものは間欠的に除湿装置を経て活性炭式希ガスホールドアップ装置で放射能を減衰させ、放射性物質濃度を監視しながら放出される。
水素ガス処理系は、水素を主体とする1次冷却系の体積制御タンクのパージガスを処理するものである。このガスは、1次冷却水材中に発生するキセノンガスやクリプトンガスなどが含まれており、除湿装置を経て活性炭式希ガスホールドアップ装置で放射能を減衰させ、放射性物質濃度を監視しながら放出する。
BWR
タービン復水器由来の非凝縮ガス中には漏れ込んだ空気の他にも原子炉内の放射線分解により酸素と水素が含まれているため、水素による爆発を防ぐ目的もあり空気抽出器の蒸気駆動で水素濃度を4Vol％以下に希釈する。排ガス予熱器による余熱後に、触媒によって意酸素と水素を反応させる廃ガス再結合器に送る。排ガス復水器で水を除き、除湿冷却器で温度を下げた後、活性炭式希ガスホールドアップ塔でキセノンガスやクリプトンガスなどを吸着させて放射能を減衰させる。放射性崩壊によってガスから新たに生まれた微細な固体粒子を捕らえるために排ガス粒子フィルタを通し、真空ポンプで引いてから排気塔より放出する。
タービングランドシール部由来のガスは、復水貯蔵タンクの水を使ったエバポレータの蒸気を使って集める過程で放射能が無視できる程になり、グランド蒸気系復水器で凝集水を復水器へ戻した後のガスはそのまま排気塔より排気される。
原子炉起動時に復水器側で運転される真空ポンプ由来のガスは、原子炉で発生した蒸気が復水器に達する前に運転を終えるために、放射能は無視できるとしてそのまま排気塔より大気中に放出される。排気塔において放出放射能が測定され、環境基準を越えないようにされる。

## 液体
液体廃棄物処理系は貯留、ろ過、蒸発処理、イオン交換、再利用、放出管理を行う。
加圧水型原子炉（PWR）のプラントでは、ホウ酸回収系、廃液処理系、洗濯廃液系の3つに分かれ、沸騰水型原子炉（BWR）のプラントでは、機器ドレンとも呼ばれる低伝導度廃液系、床ドレンとも呼ばれる高伝導度廃液系、洗濯廃液系の3つに分かれる。これらの処理系で処理された水を環境中に放流する場合には、サンプルタンクに一時貯留して放射能濃度を測定し、安全を確認した後に放流される。
PWR
ホウ酸回収系は、1次冷却材抽出水、格納容器冷却材ドレン、原子炉建屋冷却材ドレン、補助建屋冷却材ドレンを集め、窒素廃ガス処理系からの再使用分を加えて冷却材貯蔵タンクに貯留する。貯留後、ホウ酸回収装置で蒸発濃縮して蒸留水とホウ酸に分離してそれぞれを再使用する。
背景処理系は、機器ドレン、床ドレン、薬品ドレンなどの廃液を廃液貯蔵タンクに一度集めたあと、廃液濃縮装置によって蒸留水と濃縮液に分離する。蒸留水は放出し、濃縮液は固化処理する。
洗濯廃液系は、洗濯廃液、手洗い廃液、シャワー廃液を洗濯廃液受けタンクに集めて洗濯廃液ろ過装置でろ過しろ過水は放出し、濃縮液は焼却して減量するために固体廃棄物処理系の一部である雑固体焼却設備へ送る。
BWR
低伝導度廃液系では、1次冷却系のポンプやバルブから漏れた機器ドレンと呼ばれるものや、イオン交換樹脂の逆洗液といった放射性物質の濃度が比較的高く高純度の廃液を扱う。まず低伝導度廃液系収集タンクに集め、不溶性の粒子をろ過装置でろ過して固形分は固体廃棄物処理系へフィルタスラッジとして送る。ろ過後の液体分はイオン交換樹脂処理を行う脱塩装置でイオン状の不純物を除き、水質基準を確認後、補給水として復水貯蔵タンクへ送り再利用する。
高伝導度廃液系では、建物内の床ドレンと呼ばれる雑用水やイオン交換樹脂の再生時の硫酸ナトリウムを主成分とする再生廃液といった放射性物質の濃度が比較的高く低純度の廃液を扱う。まず高伝導度廃液系の収集タンクに集め、濃縮装置で蒸留により濃縮し、濃縮廃液は濃縮廃液貯蔵タンクに貯留して半減期の短いものからの放射能を減衰させた後、固体廃棄物処理系へ高伝導度の濃縮廃液として送る。濃縮装置の蒸留水は脱塩処理を行い放射能の濃度が低いことを確認して復水器冷却水放水路へ放水する。
洗濯廃液系では、管理区域内で使用された衣類を洗濯した時に出る洗濯廃液を扱う。まず洗濯廃液系収集タンクに集め、ろ過装置でろ過して固形分は固体廃棄物処理系へフィルタスラッジとして送る。ろ過後の液体分は放射能濃度を確認して復水器冷却水放水路へ放水する。

## 固体
固体廃棄物処理系は高放射性固体廃棄物を除いて、廃液やスラッジなどを出来るだけ焼却処理などで減容した後、固化装置でセメント固化して貯蔵に適した形状に変える。高放射性固体廃棄物は放射能レベルが高く、本設備では処理を行わず、プラント内の燃料プールや高放射性固体廃棄物専用貯蔵プール内に長期貯蔵しておき放射能の減衰を待って別途の処理とする。
加圧水型原子炉（PWR）のプラントと沸騰水型原子炉（BWR）のプラントでは、ともに濃縮廃液や酸液ドレン、脱塩塔の使用済み樹脂、布や紙類の雑固体廃棄物と洗濯ろ過濃縮廃液、使用済みの液体用・換気用フィルタなどの不燃性固体廃棄物の処理を行なう。
PWR・BWR
液体廃棄物処理系の廃液蒸発装置で濃縮された濃縮廃液や酸液ドレンに加えて、使用済み樹脂やフィルタスラッジのうち放射能レベルの低いものは乾燥機で粉体化し容積を減らす。可燃物は焼却処理を行う。これら粉体化されたものと焼却灰は高性能セメントと混合され、不燃の雑固体の上に流し込んで固化を行う。使用済み樹脂やフィルタスラッジのうち放射能レベルの高いものは、固化設備に適さないため、数十年といった長期間に渡って貯蔵タンク内に貯蔵して放射能レベルの低下を待つ。